# Úherčice
Úherčice är en ort i Tjeckien.   Den ligger i regionen Pardubice, i den centrala delen av landet, 90 km öster om huvudstaden Prag. Úherčice ligger 393 meter över havet och antalet invånare är 104.
Terrängen runt Úherčice är platt åt nordost, men åt sydväst är den kuperad. Terrängen runt Úherčice sluttar norrut.Runt Úherčice är det ganska glesbefolkat, med 25 invånare per kvadratkilometer. Närmaste större samhälle är Pardubice, 15,3 km norr om Úherčice. Omgivningarna runt Úherčice är en mosaik av jordbruksmark och naturlig växtlighet.